# Rakovica (Románia)
 Rakovica (románul:  Racovița, németül:  Rakowitza) falu Romániában, a Bánságban, Temes megyében.

## Nevének eredete
Szláv eredetű neve 'rákban gazdag patak'-ot jelent. Nevének alakja 1447-ben Rakawycza, 1554-ben Raqıtofče (mai török átírás arab írásból).

## Fekvése
Temesvártól 42 kilométerre keletre, a Temes jobb partjához közel fekszik.

## Népessége
1880-ban 1735 lakosából 1664 volt román és 57 cigány anyanyelvű; 1498 ortodox és 222 görögkatolikus vallású.
2002-ben 898 lakosából 866 volt román és 24 ukrán nemzetiségű; 864 ortodox és 21 görögkatolikus vallású.

## Története
1447-ben a dobozi uradalom tartozékai között sorolták föl. 1717-ben negyven házzal írták össze, és a nagykövéresi kincstári uradalomhoz csatolták. 1807-től az uradalommal együtt a tanulmányi alaphoz került. Az 1830-as években román falu volt, lakói favillákat és keréktalpakat készítettek. 3782 holdas határából 1425 hold volt úrbéres szántó, 522 rét és 254 legelő, 300 hold majorsági legelő és 248 hold rét. 1779 után Temes vármegyéhez, a 20. század elején a Buziásfürdői járáshoz tartozott. Görögkatolikus egyháza 1864-ben alakult, több ortodox család áttérését követően. A gyülekezet ma is létezik, mai templomuk 1930-ban épült.

## Képek

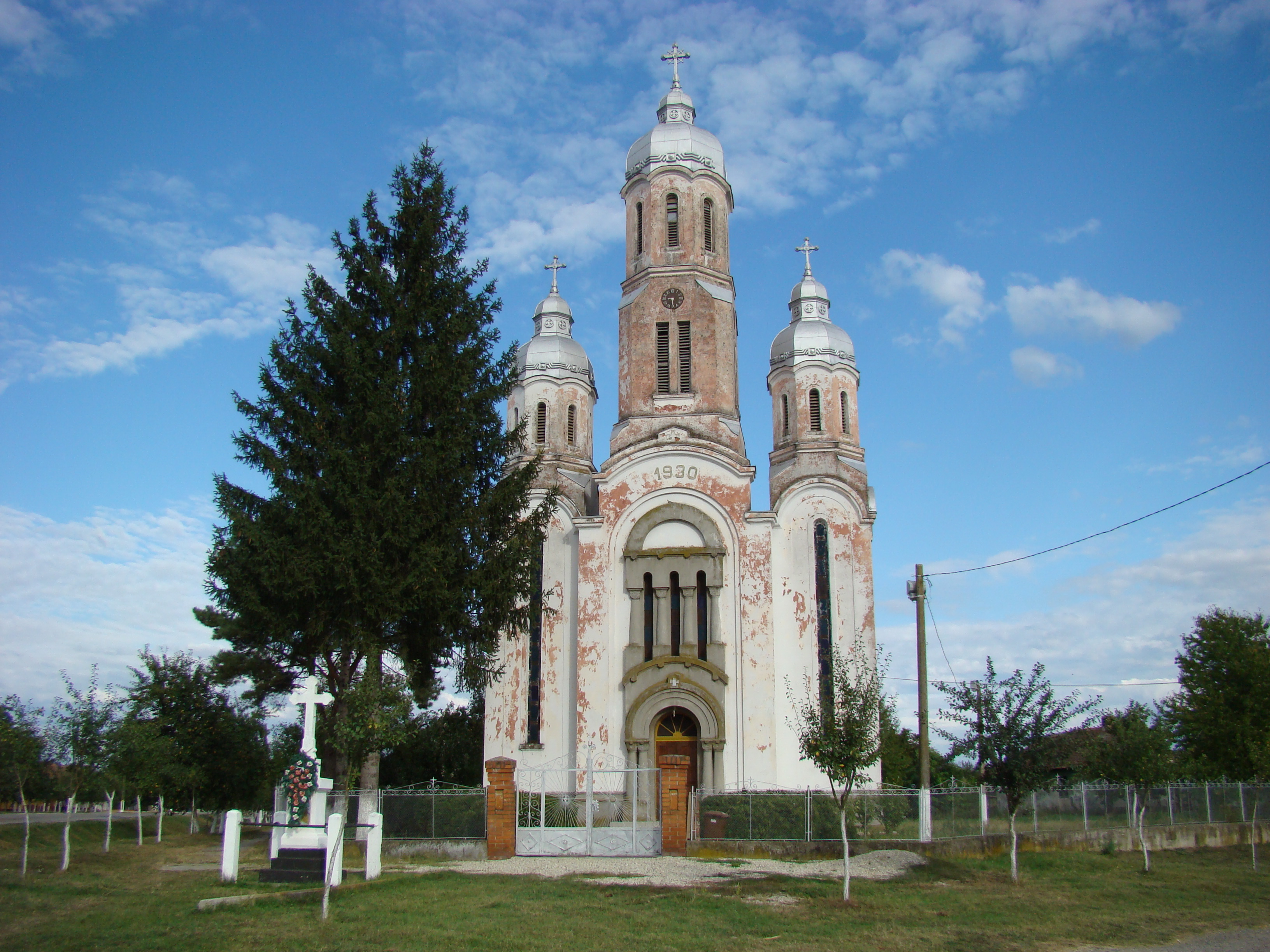
A görögkatolikus templom
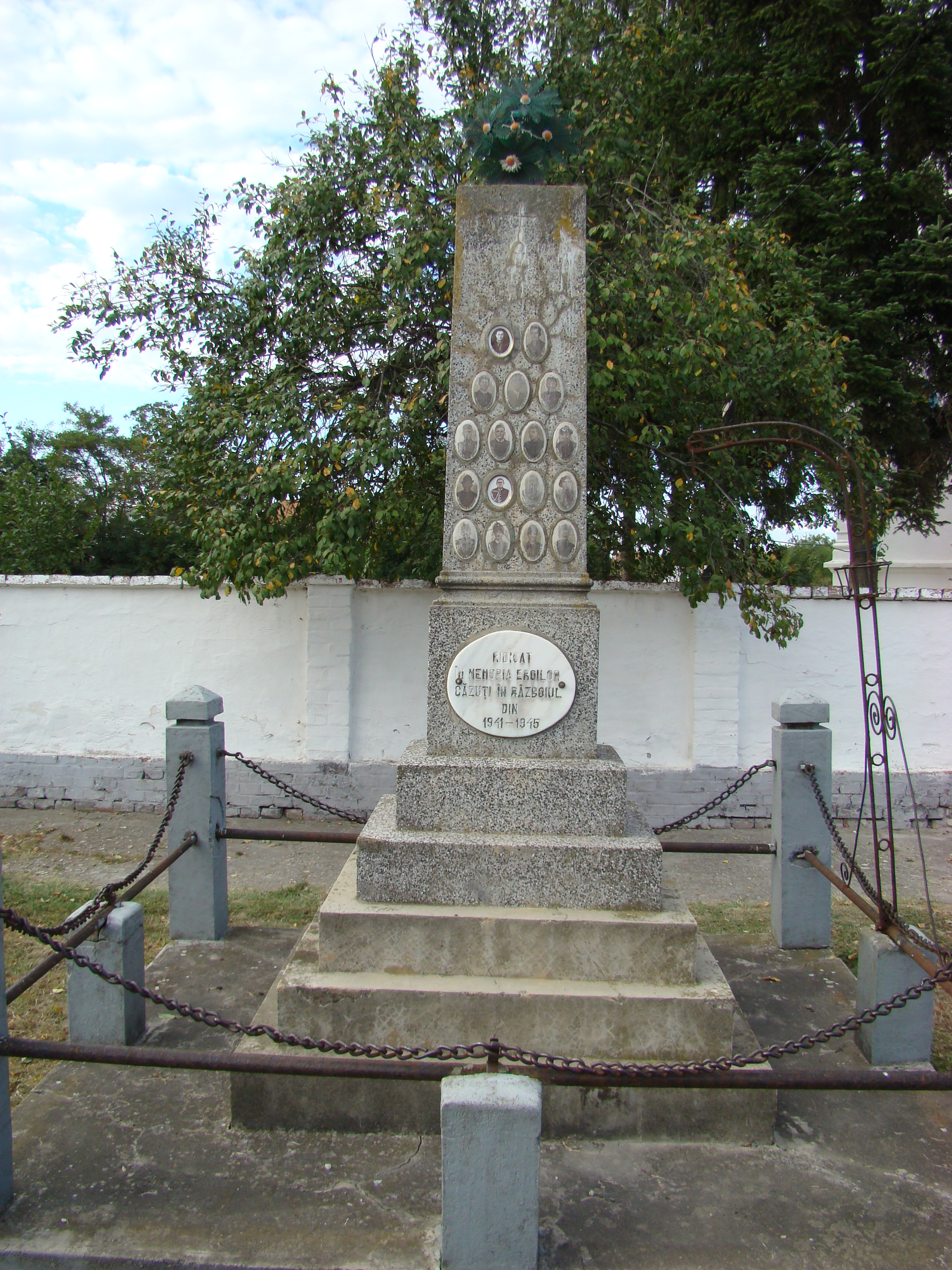
Első világháborús emlékmű